# Vicuña
Pour les articles homonymes, voir Vicuña (homonymie).
Vicuña est une ville et une commune du Chili de la province d'Elqui, elle-même située dans la région de Coquimbo.
Son territoire est limité à l'ouest par la commune de La Higuera, La Serena et Andacollo, à l'est par l'Argentine et au sud par les communes de Paihuano et par le rio Hurtado. En 2016, sa population s'élevait à 26 781 habitants. La superficie de la commune est de 7 610 km2 (densité de 3,5).
La vallée de l'Elqui est un des principaux lieux de production du Pisco chilien. Vicuña est la deuxième commune du Chili par sa superficie.

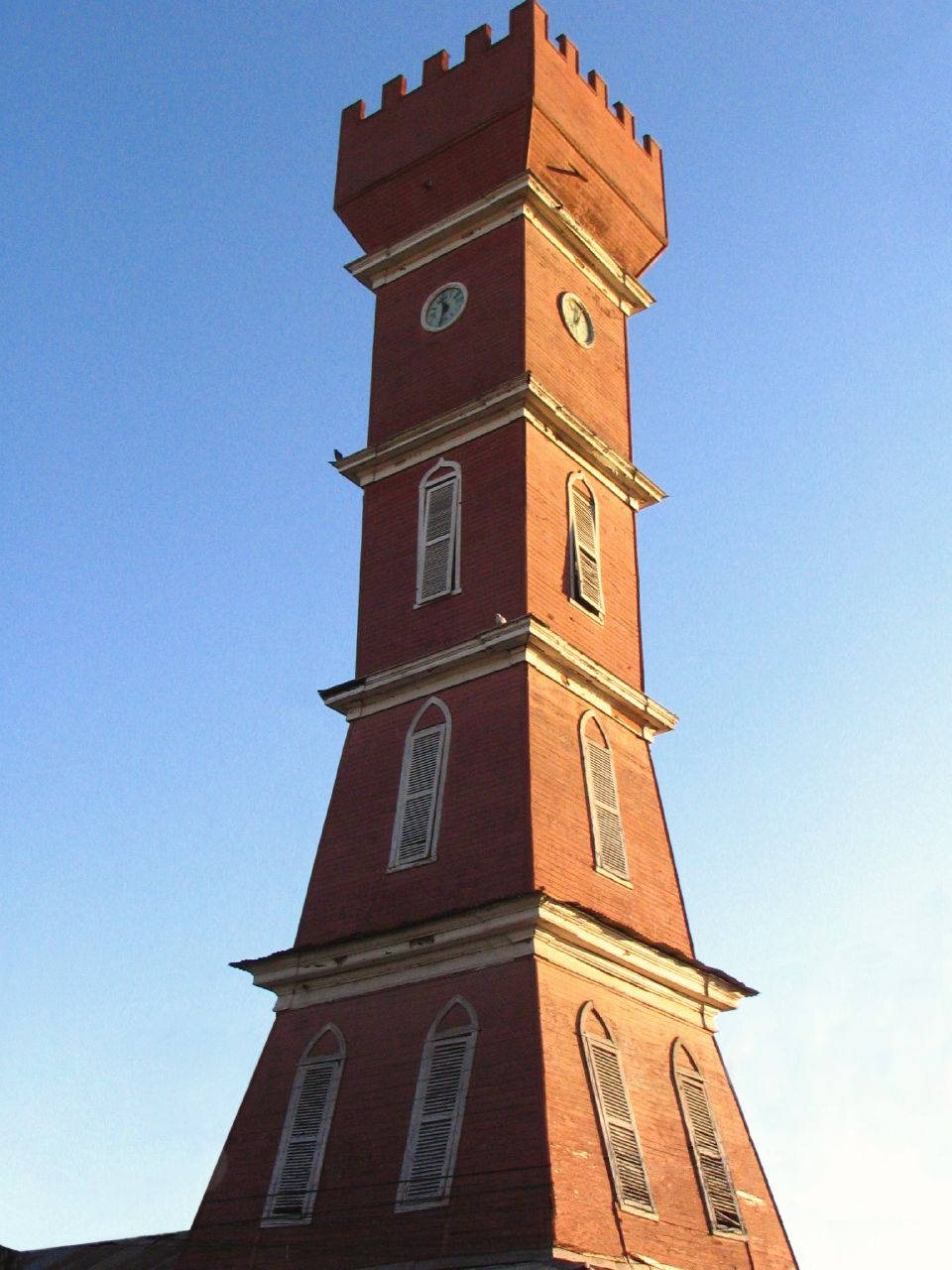
Torre Bauer sur la place d'armes.
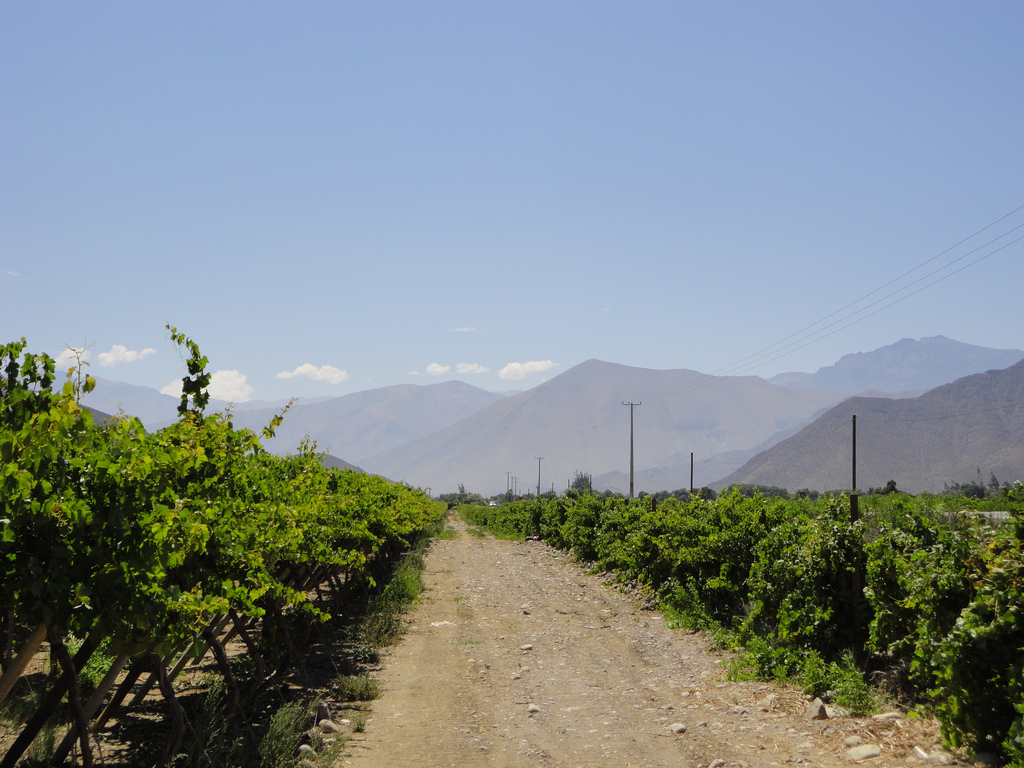
Vignoble.
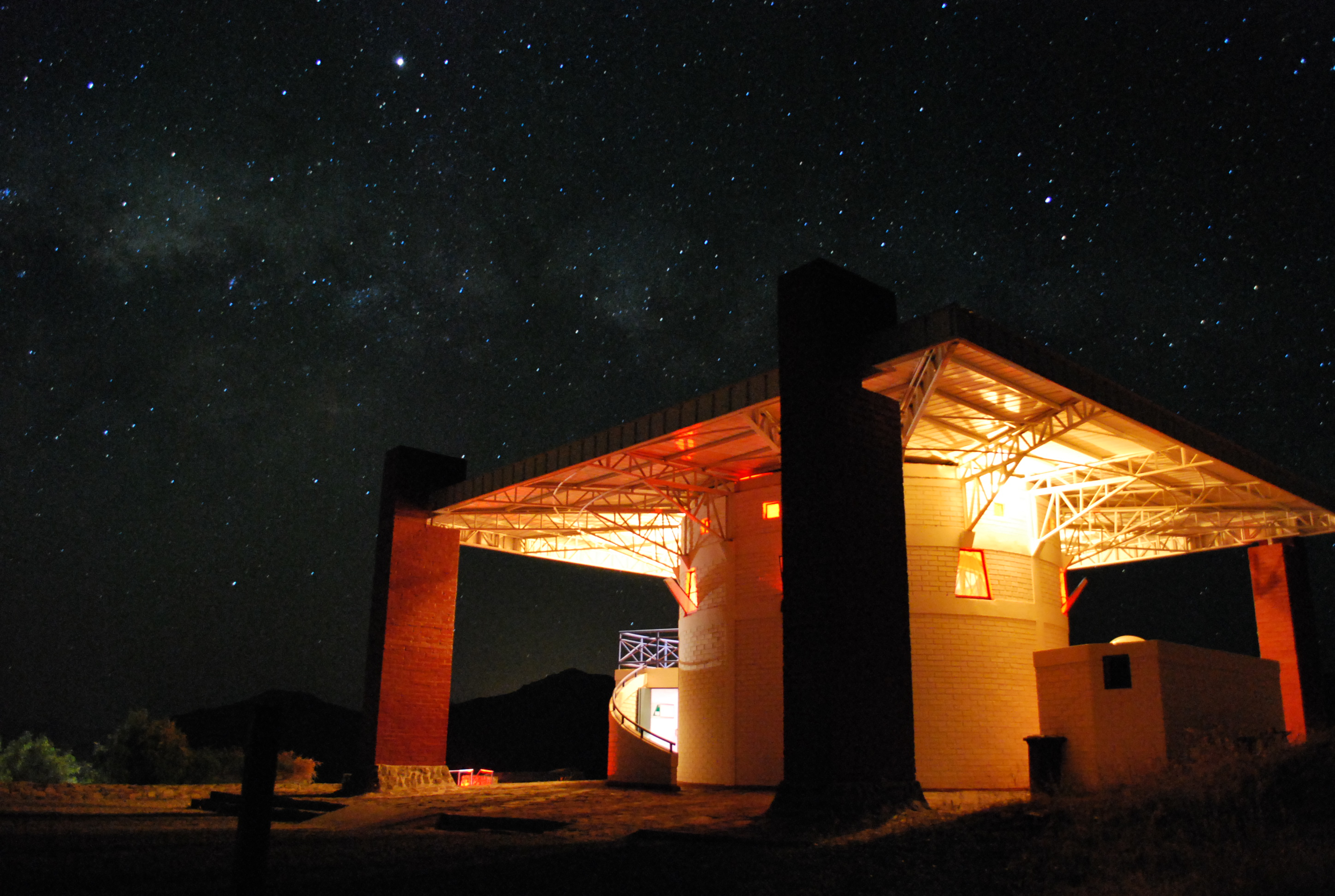
Observatoire Cerro Mamalluca.

Position de Vicuña (en rouge) au sein de la région de Coquimbo.

## Histoire
Il y a de ça 1 000 ans, la Vallée de l'Elqui était peuplée par des tribus qui appartenaient à la culture pré-colombienne dénommée Diaguita. Ces tribus étaient venues depuis les hauts plateaux andins. Leur mode de vie, dont nous avons des indications à travers les ustensiles et les peintures qui ont été retrouvés, indiquent un haut niveau technique. Ils vivaient de la chasse de camélidés (Guanacos, Lamas, Alpagas), de la cueillette et de la pêche. Ils laissèrent d'importants vestiges de leur système agricole (systèmes d'irrigation et terrasses de culture). Ils sont reconnus pour les poteries qu'ils produisaient et les peintures reconnaissables par leurs motifs géométriques.
Avec l'arrivée des Espagnols, la région connue comme Norte Chico fut la première à être colonisée. Du fait de ses caractéristiques naturelles, une grande partie de la vallée fut consacrée à la culture de la vigne. Cette activité était réalisée selon une méthode espagnole et les indigènes étaient la main-d'œuvre nécessaire à sa production. Dans la ville de la Serena, fondée en 1514, s'établirent les conditions de commercialisation de la boisson à base de raisins, qui n'était pas encore connue sous le nom de Pisco. Aujourd'hui, le Pisco est la boisson nationale du Chili, et il possède sa propre route touristique.
L'actuelle ville de Vicuña fut fondée le 22 février 1821 par le Colonel Joaquín Vicuña Larraín, qui fut le premier intendant de la province de Coquimbo, sur ordre de Bernardo O'Higgins, avec le nom de « Villa de San Isidro de Vicuña ». En 1872, elle obtient le titre de ville et se fait simplement appelée Vicuña en l'honneur de son fondateur.

## Géographie
La commune de Vicuña, avec ses 7 694 km2, est l'unité territoriale la plus étendue au sein de la Province d'Elqui. À l'échelle nationale, la ville est la vingt-cinquième commune la plus étendue.

### Topographie
Le territoire de la commune est occupé en majorité par des massifs montagneux élevés avec plusieurs sommets culminant au-dessus de 5 000 mètres : Doña Ana (5 590 m), El Escabroso (5 430 m), Los Bañados (5 344 m), Cerro Colorado (5 151 m), Cerro La Laguna (4 724 m), El Canto (4 600 m). Au milieu de ses massifs se trouvent des plaines étroites localisées le long des rivières. Ainsi, la commune occupe une partie importante de la section moyenne et supérieure du Rio Elqui et la totalité du rio Turbio. C'est là que se pratique l'agriculture et que se situent les aires peuplées.

### Hydrologie
Le rio Elqui prend sa source à 800 mètres d'altitude. Ses affluents sont le rio Turbio, qui coule depuis l'Est, et le rio Claro, qui coule depuis le Sud. Les deux se rejoignent dans la ville de Rivadavia pour former le rio Elqui, anciennement appelé Rio Coquimbo. C'est ce fleuve qui a en grande partie modelé le relief de la vallée. Le fleuve est la source principale d'eau pour les habitants et pour l'irrigation. Il est possible de rencontrer deux barrages le long de ce cours d'eau: un sur le Rio Turbio et le second dans la partie centrale du rio Elqui.

### Personnalités liées à la commune
- Gabriela Mistral (1889-1957), poétesse chilienne prix Nobel de littérature en 1945, est née à Vicuña.
- Benjamín Chandía (2002-), footballeur chilien né à Vicuña.